# Mnium spinosum
Mnium spinosum (deutsch Dornzähniges Sternmoos) ist eine Laubmoos-Art aus der Familie Mniaceae.

## Merkmale
Die Pflanzen wachsen in lockeren und leicht zerfallenden Rasen und werden bis 6 Zentimeter hoch. Die roten bis rotbraunen Stämmchen sind unten schuppenförmig und oben annähernd schopfig beblättert. Sterile Triebe haben oft eine etwas übergebogene Wuchsform. 
Die Blätter sind trocken stark kraus, feucht abstehend zurückgebogen. Sie sind bis 8 Millimeter lang und 3,5 Millimeter breit, breit-lanzettlich bis verkehrt-eiförmig, scharf zugespitzt und querwellig. Die gesäumten Blattränder sind bis unter die Blattmitte herab mit scharfen Doppelzähnen besetzt. Die kurz austretende Blattrippe ist auf der Unterseite stumpf gezähnt oder seltener glatt. Die Zellen der Blattbasis sind verlängert-rechteckig, die der Blattmitte sind länglich-rechteckig oder sechseckig, ohne deutliche Eckverdickungen, 15 bis 43 Mikrometer lang, 12 bis 22 Mikrometer breit und sind in diagonalen Reihen angeordnet.
Sporogone sind meist zu mehreren (2 – 7), selten einzeln angeordnet. Die purpurne Seta ist etwa 1,5 bis 2 Zentimeter lang, die nickende bis hängende Kapsel ist länglich und etwas gebogen, der Deckel ist kurz und dick geschnäbelt. Die fein papillösen Sporen haben eine Größe von etwa 20 bis 30 Mikrometer. 
Die Geschlechterverteilung ist diözisch.

## Standortansprüche
Das Moos wächst besonders an halbschattigen bis schattigen und etwas feuchten Stellen in Nadelwäldern der montanen bis obermontanen Höhenstufe. Häufig ist es vergesellschaftet mit Plagiomnium affine, Mnium hornum und Rhytidiadelphus loreus.

## Verbreitung
In Deutschland, Österreich und der Schweiz ist die Hauptverbreitung in den Alpen und im Jura; in diesen Gebieten ist die Art oft häufig. Sehr zerstreut oder selten sind Vorkommen im Alpenvorland, im mitteldeutschen Hügelland und den östlichen Mittelgebirgen. 
Weltweit befinden sich die Vorkommen vorwiegend in der borealen Zone von Eurasien und Nordamerika, südlich davon sind sie auf montane bzw. Gebirgslagen beschränkt. Neben Mittel- und Nordeuropa werden als Verbreitungsgebiete Island, Spitzbergen, Pyrenäen, Ural, Kaukasus, Himalaja, Sibirien, China und das westliche Nordamerika angegeben.